# William Neelands Chant
Pour les articles homonymes, voir Neelands et Chant.
William Neelands Chant (13 juillet 1895-25 septembre 1976) est un homme politique canadien de l'Alberta et de la Colombie-Britannique. Il est député provincial de la circonscription de Camrose (en) à titre de membre créditiste de 1935 à 1937 et comme indépendant de 1937 à 1940. Il est ministre de l'Agriculture dans le gouvernement de William Aberhart jusqu'à sa démission pendant la fronde des députés en 1937,.
Il est aussi député provincial créditiste de la circonscription britanno-colombienne de Victoria City de 1953 à 1972,. Il est ministre des Travaux publics dans le cabinet du premier ministre W. A. C. Bennett.

## Biographie
Né à Brampton en Ontario, Chant étudie sur place. Il s'installe à Camrose en Alberta et siège au conseil municipal et au conseil scolaire. Il s'enrôle durant la Première Guerre mondiale. 
Chant meurt à Chilliwack en septembre 1976 à l'âge de 81 ans.